# Tolania felinus
Tolania felinus är en insektsart som beskrevs av Ernst Friedrich Germar. Tolania felinus ingår i släktet Tolania och familjen hornstritar. Inga underarter finns listade i Catalogue of Life.